# Cratere Grissom
Grissom è un cratere lunare di 59,82 km situato nella parte sud-orientale della faccia nascosta della Luna, a sud dell'enorme cratere Apollo e a nordest del cratere Cori.
Il bordo è eroso, particolarmente lungo il lato nordest dove è presente una coppia di piccoli crateri. È inoltre presente un insieme di piccoli crateri a sud del punto centrale. Un piccolo cratere giace lungo il confine nordest della superficie interna.
Il cratere è dedicato all'astronauta americano Virgil Grissom.

## Crateri correlati
Alcuni crateri minori situati in prossimità di Grissom sono convenzionalmente identificati, sulle mappe lunari, attraverso una lettera associata al nome.
| Grissom | Coordinate             | Diametro (in km) |
| ------- | ---------------------- | ---------------- |
| K       | 49°28′12″S 146°10′12″W | 31,75            |
| M       | 49°00′00″S 148°25′12″W | 38,73            |